# 전력 품질

각국의 대형 전력망에서 보이는 주파수 안정도

전력 품질(Electric power quality 또는 단순히 power quality)는 전압, 주파수, 파형 등이 얼마나 안정되어 있는지를 보여주는 척도이다. 전력 품질이 우수하다는 것은 규정된 범위 내에서 전압이 안정되어 있고, 정격 주파수에 가깝게 교류 주파수를 보내고 있으며, 정현파와 같이 부드러운 곡선 형태의 파형으로 송전한다는 것을 의미한다. 보통 소비자 입장에서 우수한 전력 품질은 전기 콘센트에서 나오는 전력과 현재 꽂혀 있는 전자기기의 부하가 서로 잘 맞으며, 충돌이 없다는 것을 의미한다. 이 용어는 전기 부하를 구동시키는 전력이 부하가 제대로 작동하게 하는 지 확인하는 데 사용된다. 전력 품질이 나쁜 경우에는 전자기기가 오작동하거나 심한 경우에는 회로가 파괴되어 작동되지 않을 수도 있다. 전력 품질을 떨어트리는 데에는 여러 요인이 있으며, 현대 국가는 안정된 전력 품질로 송전하기 위해 여러 노력을 하고 있다.
전력 산업에서 전력회사는 발전(교류 전력), 송전, 배전을 통해 마지막으로 최종사용자가 있는 전기계량기까지 전력을 공급한다. 여기서 전기 에너지는 최종 부하에 도달할 때까지 전기선을 통해 최종 배선시스템까지 흘러간다. 전기 에너지가 생산지에서 소비지로 이동하면서 중간에 날씨, 세대, 수요 등과 같은 여러 복잡한 요인으로 공급전력의 품질이 나빠지게 된다.
많은 사람들에게는 쉽게 설명하기 위해 "전력 품질"이라는 용어를 쓰지만, 실제로 전력이나 전류보다는 전압의 품질을 의미한다. 전력은 단순한 에너지의 흐름이며, 부하에 따라 바뀌는 전류는 공급단에서 조종하기 매우 어렵다.

## 개요
전력 품질은 보통 다음과 같은 매개변수로 설명한다.
- 서비스의 지속성 (전압의 임계점 이하로의 강하나 임계점 이상으로의 상승 등으로 인하여 블랙아웃 또는 브라운아웃을 일으킬 정도로 전력이 불안정하는가?[2])
- 전압 크기의 변동(아래 참조)
- 전압과 전류의 과도 파형
- 교류 전원에서 파형의 고조파 모양

전력 품질은 호환성 문제로 생각하는 것도 편한데, 망에 연결된 장비들이 망에서 보내주는 전력과 서로 호환이 잘 되는지 등을 물어볼 수 있다. 호환성 문제에는 항상 2가지 해결책이 있는데, 전원부를 정리하던가 장비를 더 튼튼하게 만드는 것 2가지가 있다.
전압 변화에 따른 데이터 처리 기기의 허용 전압 오차는 보통 허용 전압 크기와 그에 대한 시간 길이를 보여주는, 국제 정보 통신 표준 위원회에서 제정한 CBEMA 곡선을 사용한다.

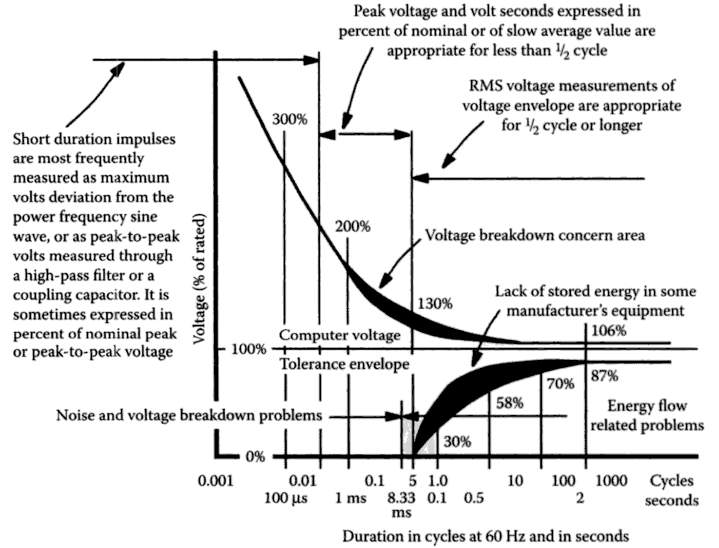
CBEMA 곡선

이상적인 교류 전원에서는 국가 표준(본선 등의 경우)나 모든 진동수에서 0 옴이 되게 하는 임피던스의 시스템 사양(전원 공급단이 본선에 직접 연결되지 않은 경우)에 따라 정해진 전압 진폭과 주파수로 전력을 공급하고 있다.

## 전력 품질의 편차
실제의 전원은 이상적으로 일정하지 않으며, 보통 다음과 같은 요인에서 편차가 발생한다. 보통 공급 전력에서 부하 전력(수요)를 뺀 예비 전력이 어느 정도이냐에 따라 달라지는데 부하가 지나치게 높아 예비 전력이 부족한 경우를 전력 공급 부족으로, 부하가 지나치게 낮아(혹은 공급이 지나치게 높아) 예비 전력이 정상 이상으로 많은 경우 전력 공급 과잉이라 부르며 양 쪽 모두 전력 품질에 악영향을 끼친다.

### 전압
- 전압의 최대 진폭 또는 RMS 값 둘 다 장비에 서로 다른 영향을 끼친다.
- RMS 전압값이 0.5분에서 1분간 허용값의 10-80%를 넘을 경우 "스웰 상태"(swell)라고 한다.
- 위와는 반대로, RMS 전압값이 0.5분에서 1분간 허용값의 10-90% 낮은 경우를 dip 상태(영국식) 또는 sag 상태(미국식)이라고 부른다.
- RMS 전압값이 정상치에서 90-110% 사이를 왔다갔다하며 반복적으로, 혹은 랜덤하게 변화할 경우 조명 장비의 전력선 플리커(Power-line flicker)라고 부르는 현상이 발생할 수 있다. 플리커 현상이란 눈에 보일 정도로 빠르게 밝기가 변하는 현상이다. 불쾌한 깜빡임을 만드는 전압 변동의 특성 정의는 여러 진행중인 연구주제가 되었다.
- 보통 서지, 스파크, 임펄스 등으로 불리는, 전압이 순간적으로 갑작스럽게 튀는 현상은 대형 전동기가 순간적으로 꺼지거나, 전력망에 번개 등이 내리쳐서 발생한다.
- "부족전압 현상"(Undervoltage)은 1분 이상 전압이 기준치에서 90% 미만으로 강하하는 현상을 의미한다.[5] 브라운아웃(brownout)이란 일부 지역에 부족전압 현상이 일어나 정전되어, 일부는 전력이 들어오고 일부는 블랙아웃인 상황을 의미한다. 이 현상은 시스템 오류나 과부하 등으로 전력망 내에 모든 곳에 전력을 공급하기에 부족할 경우 문제가 있는 곳의 전력망의 전기 공급을 끊어버리면서 일어난다. 이 용어는 공식적으로 정의된 용어는 아니나, 일반적으로 전력망 관리업체 또는 발전소 등에서 수요를 줄이거나 망 이익률을 높이기 위해 전압강하를 실시할 때 사용한다.[4]
- 과전압 현상이란 보통 1분 이상 전압이 기준치에서 110% 이상 상승하는 현상을 의미한다.[6] 공급 전력이 지나치게 많아 예비전력이 과잉될 경우 이런 현상이 발생한다.[4]

### 주파수
- 전력망 주파수의 변화.
- 저주파 임피던스가 0보다 커짐(부하가 전력을 너무 많이 끌어먹어 전압이 떨어질 경우)[4]
- 고주파 임피던스가 0보다 커짐(부하가 너무 많은 전류를 끌어먹다 갑자기 부하가 적어지면 전력망이 인덕턴스 역할을 하여 전압이 급강하거나 크게 요동친다)[4]
- 파 모양의 변형 - 보통 더 낮은 주파수(3kHz 이하)로 내려가거나 공통모드에서 주파수의 왜곡, 주파수가 더 높아지는 현상을 의미한다.

### 파형
- 이상적인 전압과 전류의 파형은 사인 또는 코사인 함수의 형태를 띠나, 발전기 또는 부하 등으로 인해 불안정한 형태로 변할 수 있다.
- 보통 발전기는 전압왜곡을 일으키고 부하는 전류왜곡을 일으킨다. 이러한 왜곡은 통상 60Hz 이상 빠른 진동으로 발생하며, 이러한 파를 고조파라고 한다.
- 이상적인 파형에서 고조파가 왜곡시킨 정도를 총 고조파 왜곡(THD)라고 부른다.
- 파형에서 고조파가 줄일수록 이상적인데, 고조파는 변압기의 진동, 윙윙거리는 소리, 장비 이상, 손실, 또는 과열을 일으킬 수 있으므로 최대한 이를 줄여야 한다.

이러한 각각의 전력품질 문제는 다양한 원인으로 일어난다. 어떤 문제는 인프라 공유로 인해 일어난다. 예를 들어, 망의 결함으로 일부 수요자에게 영향을 줄 수 있는 전압급강하 현상이 일어난다. 오류 수준이 심할수록 이에 영향을 받는 수요자가 더 늘어난다. 한 수요지에서 문제가 발생할 경우, 같은 전력망 내에 있는 다른 수요지에도 영향을 주어 문제가 전파되는 일시적 원인이 될 수 있다. 반면 고조파와 같은 문제는 보통 수요단의 문제이며 전력망 내로 이게 번저 다른 수요단에 영향을 줄 수 있다. 고조파 문제는 우수한 전자기기 설계 및 안정 전력 장비 등을 통하여 해결할 수 있다.

## 전력 유지
전력을 안정적으로 유지시키는 데에는 보통 전력 조절기를 사용한다.
만일 전력망이 일시적으로 서지와 같은 문제가 발생할 경우 무정전 전원 장치(UPS)를 통해서도 해결할 수 있다. 하지만 싼 UPS와 같은 경우에는 전력 품질이 낮아지며 사인파 정점에서 고주파수 저진폭 방형파를 방출하는 듯한 모양의 전력이 나온다. 고품질의 UPS는 들어오는 AC 전원을 DC로 변환, 배터리를 충전한 후 다시 AC 사인파로 재방출하는 이중 변환 토폴로지 형태로 전력을 공급한다. 이 재방출된 사인파는 원래의 교류전원 품질보다 더 높을 수도 있다.
서지 보호기나 간단한 축전기, 배리스터로 대부분의 과전압 상태로부터 기기를 보호할 수 있으며, 심한 스파크 상태는 피뢰기로 막을 수 있다.
전자 필터로는 고조파를 막을 수 있다.

## 스마트그리드와 전력 품질
현대의 전력망은 위상계측장치(PMU)를 이용하여 자동으로 전력 품질을 모니터링하고 경우에 따라서는 자동으로 대응한다. 스마트 그리드와 같은 신속한 탐지 및 자동복구기능을 갖춘 전력망을 이용하면 확인되지 않아 전력 품질이 떨어질 수 있는 마이크로그리드나 간헐적 에너지원에 전력을 지원하면서 동시에 고품질의 전력을 공급하고 가동중지시간을 확실히 줄일 수 있다.

## 참고 문헌
- Dugan, Roger C.; Mark McGranaghan; Surya Santoso; H. Wayne Beaty (2003년). 《Electrical Power Systems Quality》. McGraw-Hill Companies, Inc. ISBN 0-07-138622-X.
- Meier, Alexandra von (2006년). 《Electric Power Systems: A Conceptual Introduction》. John Wiley & Sons, Inc. ISBN 978-0471178590.
- Heydt, G.T. (1991년). 《Electric Power Quality》. Stars in a Circle Publications. Library Of Congress 621.3191.
- Bollen, Math H.J. (2000). 《Understanding Power Quality Problems: Voltage Sags and Interruptions》. New York: IEEE Press. ISBN 0-7803-4713-7.
- Sankaran, C. (2002년). 《Power Quality》. CRC Press LLC. ISBN 0-8493-1040-7.
- Baggini, A. (2008년). 《Handbook of Power Quality》. Wiley. ISBN 978-0-470-06561-7.
- Kusko, Alex; Marc Thompson (2007년). 《Power Quality in Electrical Systems》. McGraw Hill. ISBN 978-0-07-147075-9.
- Chattopadhyay, Surajit; Mitra, Madhuchhanda; Sengupta, Samarjit (2011년). 《Electric Power Quality》. Springer Science+Business. ISBN 978-94-007-0634-7.
- IEEE Standard 519 Recommended Practices and Requirements for Harmonic Control in Electrical Power Systems section 10.5 Flicker